# 背媳妇比赛
背媳妇比赛（芬蘭語：eukonkanto / akankanto）是一项起源于芬兰小城松卡耶尔维的比赛，與古代的搶婚風俗有關。在此比赛中，丈夫要背起妻子在最短时间内突破层层障碍，到达终点。

## 概要
芬兰的背媳妇竞技起源于当地古代抢婚的风俗。男方往往要到邻村“抢”女背回自家，才能赢得婚姻。今天，该比赛已扩展到世界范围。其中如每年10月哥伦布日所在週周五在缅因州举行的北美背媳妇大赛就颇为有名。在北美地区的取得优异成绩的选手将和全世界的选手一道，获得参加在桑克加维举行的世界大赛的资格。世界大赛的冠军将获得与其妻子体重一样重量的啤酒。2005年该比赛还曾吸引过前NBA球星丹尼斯·罗德曼参加。
近年在芬兰当地举行的世界大赛中，多是芬兰邻国爱沙尼亚的选手取得好成绩。尤其是现在爱沙尼亚选手更已开创出一套独特的“爱沙尼亚式”背媳妇法，在比赛中颇具战斗力：妻子用双腿夹住丈夫脖子，倒卧在丈夫背上并以两臂擎住丈夫腋窝。其它常见方法还有肩扛式（类似柔道的“肩车”）、消防员救援式（Fireman's carry）等等。

## 基本规则

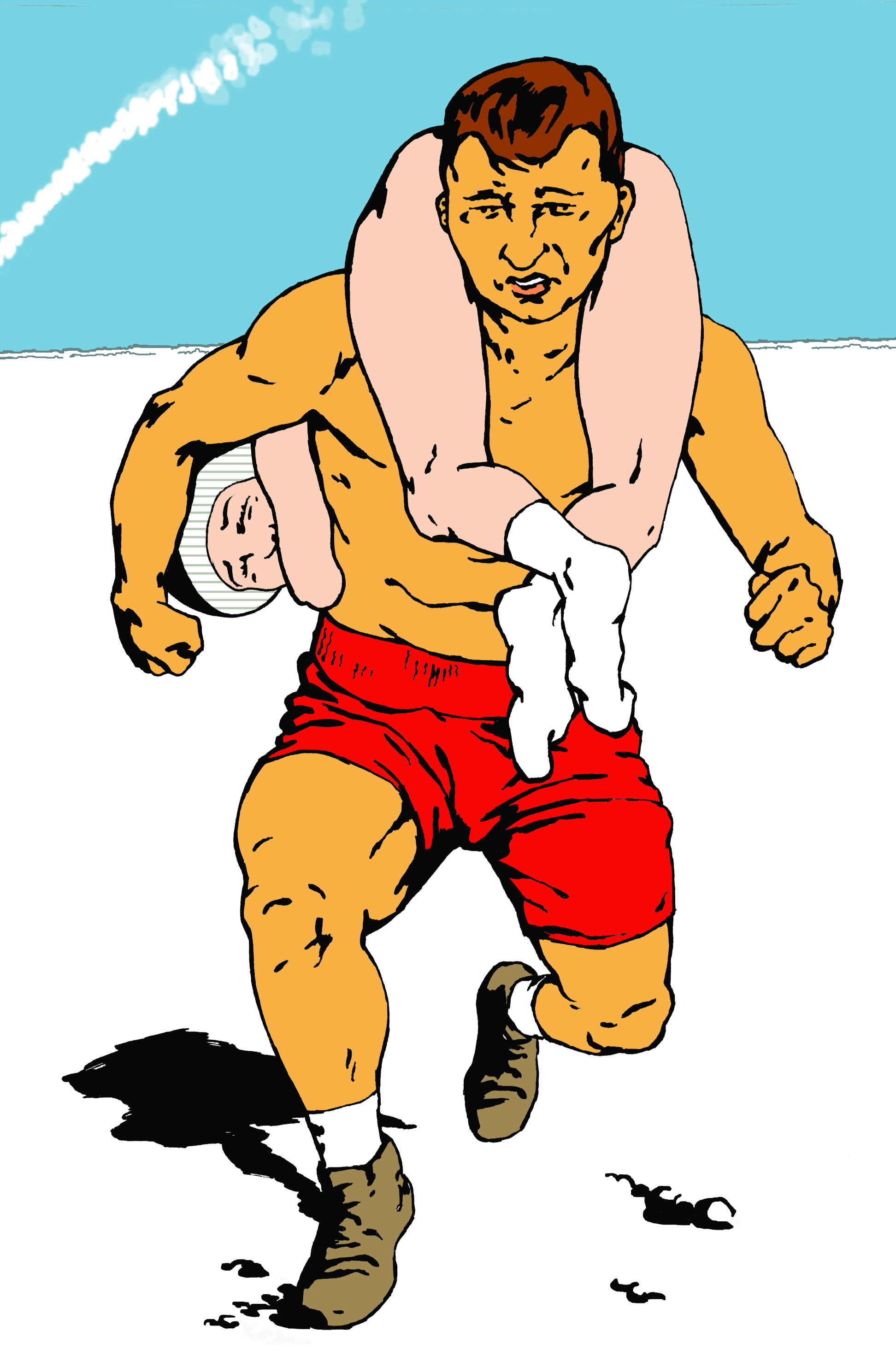
爱沙尼亚式背媳妇法

这些规则由背媳妇国际大赛竞技规则委员会结合现在实际情况制定。
- 比赛全程253.5米。场地内夹杂有沙、草地。
- 场地内包括两个干地障碍和一个水洼障碍。
- 比赛中的女方不一定真要是男方的妻子。女方身份随意：恋人、邻居、制定搭档……，只要她年满17周岁。
- 女方的体重必须在49公斤以上。如果不够，可以通过增加沙袋等方式增加体重。
- 所有参赛者必须要享受比赛的乐趣。
- 如果比赛中女方不慎落地，该组选手将被罚在时间上加上15秒。
- 比赛中唯一被允许的工具是男方经常使用的一条带子。另为防万一，女方需戴安全帽。
- 一场比赛中最多同时允许两组选手比赛。
- 参赛者需注意自身安全。如果必要需事先入好保险。
- 参赛者需听从比赛组织者安排。
- 比赛不分级别。但凡先到终点者即为优胜。
- 最具娱乐性组合、最有特色服装和最有力丈夫将获特别奖。
- 报名参加费50欧元。[5]

## 世界大賽的历届冠军
- 2011年 – Taisto Miettinen (芬兰) 及 Kristiina Haapanen (芬兰) 1分00.73秒
- 2010年 – Taisto Miettinen (芬兰) 及 Kristiina Haapanen (芬兰) 1分04.9秒
- 2009年 – Taisto Miettinen (芬兰) 及 Kristiina Haapanen (芬兰) 1分02.9秒
- 2008年 – Alar Voogla (爱沙尼亚) 及 Kristi Viltrop (爱沙尼亚) 1分01.9秒
- 2007年 – Inga Klauson (爱沙尼亚) 及 Madis Uusorg (爱沙尼亚) 1分01.7秒
- 2006年 – Margo Uusorg (爱沙尼亚) 及 Sandra Kullas (爱沙尼亚) 56.9秒
- 2005年 – Margo Uusorg (爱沙尼亚) 及 Egle Soll (爱沙尼亚)
- 2004年 – Madis Uusorg (爱沙尼亚) 及 Inga Klauso (爱沙尼亚) 1分05.3秒
- 2003年 – Margo Uusorg (爱沙尼亚) 及 Egle Soll (爱沙尼亚) 1分00.7秒
- 2002年 – Meelis Tammre (爱沙尼亚) 及 Anne Zillberberg (爱沙尼亚) 1分03.8秒
- 2001年 – Margo Uusorg (爱沙尼亚) 及 Birgit Ullrich (爱沙尼亚) 55.6秒
- 2000年 – Margo Uusorg (爱沙尼亚) 及 Birgit Ullrich (爱沙尼亚) 55.5秒
- 1999年 – Imre Ambos (爱沙尼亚) 及 Annela Ojaste (爱沙尼亚) 1分04.5秒
- 1998年 – Imre Ambos (爱沙尼亚) 及 Annela Ojaste (爱沙尼亚) 1分09.2秒
- 1997年 – Jouni Jussila (芬兰) 及 Tiina Jussila (芬兰) 1分05秒